# Пізники
Пізники - село в Україні, у Чорнухинській селищній громаді Лубенського району Полтавської області. Населення становить 461 осіб. До 2018 орган місцевого самоврядування — Вороньківська сільська рада.

## Населення

### Мова
Розподіл населення за рідною мовою за даними :
| Мова       | Кількість | Відсоток |
| ---------- | --------- | -------- |
| українська | 454       | 98.48%   |
| російська  | 7         | 1.52%    |
| Усього     | 461       | 100%     |

## Географія
Село Пізники знаходиться на березі річки Многа, в місці впадіння в неї річки Артополот. Вище за течією примикає село Ковалі та на відстані 1 км розташований смт Чорнухи, нижче за течією на відстані 3 км розташоване село Вороньки. Через село проходять автомобільні дороги Р60 та Т 1714.

## Назва
До 1995 р. - с. Пізняки.

## Уродженці
- Андрій Милорадович — український державний діяч доби Гетьманщини, сенатор Другої Малоросійської колегії, Чернігівський Намісник, батько Санкт-Петербурзького губернатора.
- Петро Милорадович (* близько 1723 — † 1799) — український державний діяч доби Гетьманщини. Останній полковник Чернігівський.
- Іван Саєнко (1916) — заслужений вчитель УРСР, засновник Вовчицького народного історико-краєнавчого музею.